# 功徳
功徳（くどく）とは、仏教用語、または神社仏閣における用語、あるいはキリスト教神学の用語である。
仏教用語としては、善根を積むことによって報いられる功能福徳や、現世・来世に幸福をもたらすもとになる善行のこと。
神社仏閣においては、神仏の恵み、御利益（）、利益（）を意味する。
キリスト教神学では、ある善業を行うことによって得られる報償を受ける権利やその報償、それを得る道徳的善業のことである。

## 仏教用語
造寺、造仏、写経、祈禱などの善行為には、現在または未来において幸福や利益をもたらす能力があるとされる。これらの善い報いを受けるべき因としての善行を善根（ぜんごん）功徳または功徳善根などという。善根を積むことや修行の結果、報いとして得られる果報や恵みも功徳という。
善の行為には宗教的なものと世俗的なものがあり、曇鸞は、前者は悟りの果をもたらすので真実功徳とし、後者はそれをもたらさないので不実功徳とする。

## 神社仏閣の功徳と利益
幸福をもたらすもとになる善行を功徳（）といい、仏教に従うことによって得ることのできる幸福を利益（）と呼ぶ。また、仏・菩薩が人々に恵みを与えることや、神仏から与えられる恵みのことも利益（）という。
衆生、つまり生命のあるものすべてに仏が与える利益（）を利益衆生、利生と呼ぶ。

## キリスト教神学用語
キリスト教神学では、ある善業を行うことによって得られる報償を受ける権利やその報償を意味する。